# Hinojal
Hinojal es un municipio español, en la provincia de Cáceres, comunidad autónoma de Extremadura. Históricamente perteneciente a la Tierra de Alcántara, Hinojal es uno de los cuatro municipios de la Mancomunidad Tajo-Salor que forman los Cuatro Lugares.
Este municipio, situado entre Talaván y la autovía Ruta de la Plata justo al sur del río Tajo, llegó a superar los 2500 habitantes a mediados de siglo XX, pero la fuerte emigración de los años 1960 y los años 1970 redujo considerablemente la población, de manera que desde 1981 se mantiene fija entre 400 y 500 habitantes.

## Situación

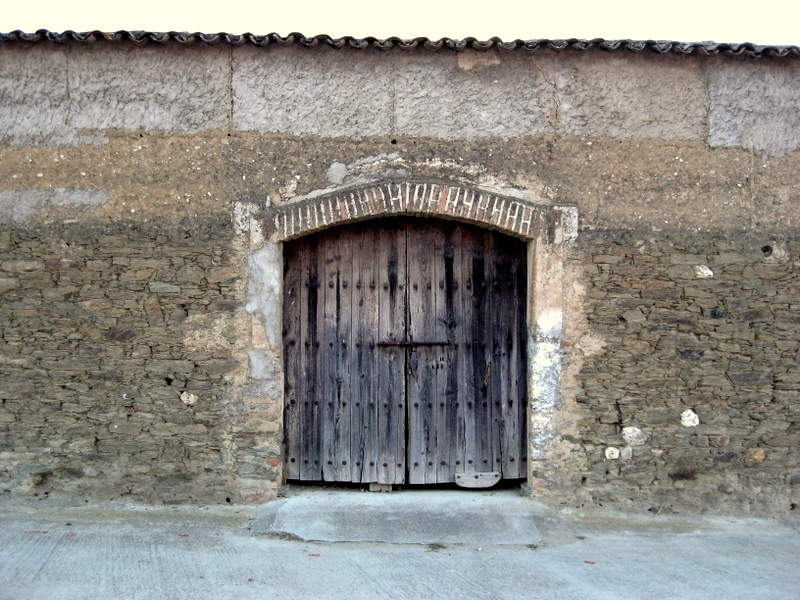
Portada a corralón. Mayo de 2012

Está enclavado territorialmente en la zona conocida como los Cuatro Lugares en la Comarca de Cáceres y pertenece a la Mancomunidad Tajo-Salor. A la localidad se accede desde la autovía Ruta de la Plata A-66 y desde la carretera nacional N-630 a través de la EX-373. Desde la carretera autonómica EX-390 (Cáceres-Torrejón el Rubio) se llega a Hinojal por la comarcal CC-28.

## Término municipal

### Extensión y límites
El término municipal de Hinojal tiene 63,45 km² y los siguientes límites:
- Garrovillas de Alconétar al oeste.
- Santiago del Campo al sur.
- Cañaveral y Casas de Millán al norte.
- Talaván al este.

### Medio natural
Hinojal se encuentra junto al río Tajo, siendo este río el límite norte del municipio.

## Economía
Se trata de un municipio eminentemente agrario; el 84 % de sus terreros se dedica al pasto y el resto se dedica al cultivo de cereales. Es un paraje de singular belleza ofreciendo un paisaje llano, y de escasa vegetación, compuesto de herbazales esteparios y dehesa, constituyendo el hábitat natural de ciertas aves como la avutarda.

## Demografía
Hinojal cuenta con una población de 388 habitantes (INE 2024).
| Gráfica de evolución demográfica de Hinojal entre 1842 y 2021 |
| |
| Población de derecho según los censos de población del INE Población de hecho según los censos de población del INEEn este censo se denominaba Hinojal o Hinojal del Campo: 1860. |

## Servicios públicos
El pueblo cuenta, entre otros servicios, con una báscula municipal, un embarcadero municipal, una biblioteca con internet y un servicio de recogida de basura y enseres. El colegio público de Hinojal es el CRA Los Cuatro Lugares, con sede en Talaván.

## Historia

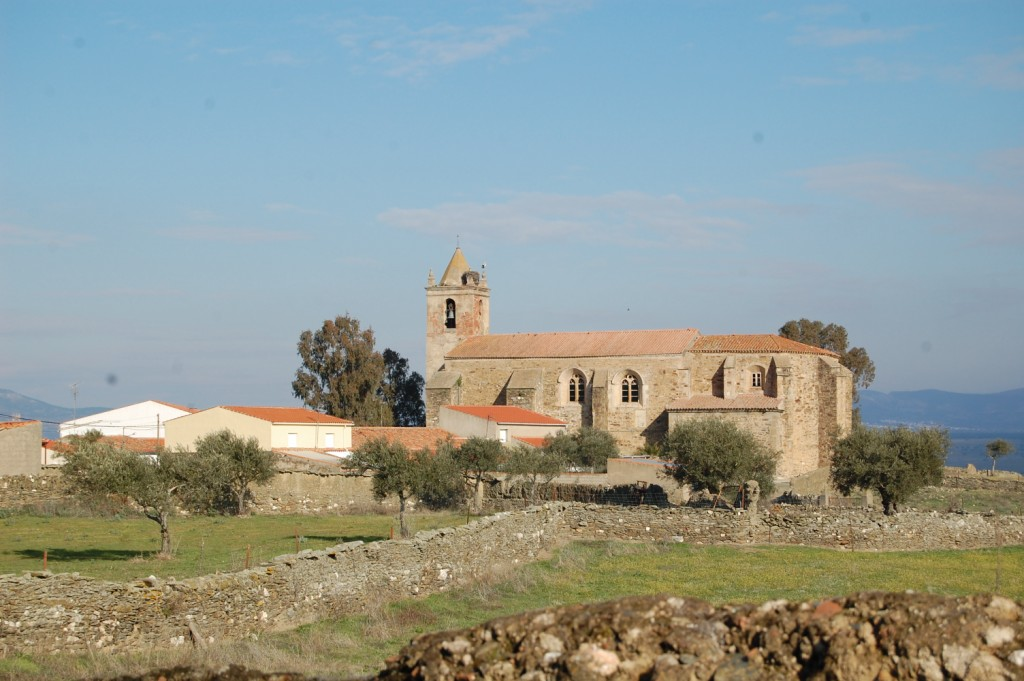
Iglesia de Hinojal

En 1594 formaba parte de la Tierra de Alcántara en la Provincia de Trujillo.
A la caída del Antiguo Régimen la localidad se constituye en municipio constitucional en la región de Extremadura, partido judicial de Garrovillas que en el censo de 1842 contaba con 160 hogares y 876 vecinos.

## Patrimonio histórico
Iglesia parroquial católica bajo la advocación de Nuestra Señora de la Asunción, perteneciente a la diócesis de Coria.
Sus vestigios arqueológicos nos dan cuenta de antiguos asentamientos anteriores a la época romana como son: Villar de la Rodriga, Lajardina, los Torreones, los Castillejos, Ruinas. de Casasola y Villarías. Estos están compuestos de una calzada romana, un puente romano (en uso) y restos de varios molinos de cereal. Así mismo, cuenta con un cementerio árabe [cita requerida] junto al cual se encuentra una ermita, llamada de San Berto, de forma peculiar (al estilo templario) con restos de frescos en su interior.

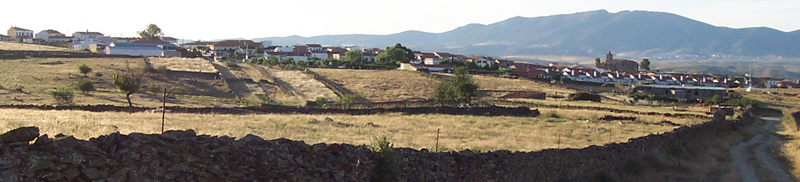
Hinojal

## Fiestas locales
Las fiestas más importantes son:
- 20 de enero: San Sebastián;
- 2 de febrero: Las Candelas;
- 16 de abril: Santo Toribio;
- 15 de agosto: fiestas de agosto en honor a Nuestra Señora de la Asunción, también llamadas Del Emigrante. Se realizan festejos taurinos, sueltas de vaquillas, bailes, concursos, etc.

A estas fiestas acuden multitudinariamente cada año miles de personas de todos los rincones de España, familiares, hijos y amigos de los que emigraron en los años 60, en especial de la Comunidad de Madrid, País Vasco, Cataluña.